# Juno Beach (Florida)
Juno Beach város az USA Florida államában, Palm Beach megyében. Lakosainak száma 3858 fő (2020. április 1.).

## Népesség
A település népességének változása:
| Lakosok száma | 3262 | 3176 | 3858 |
|               | 2000 | 2010 | 2020 |